# Thủy điện Pá Hu
Thủy điện Pá Hu là thủy điện xây dựng trên dòng Ngòi Mù ở vùng đất xã Pá Hu huyện Trạm Tấu tỉnh Yên Bái, Việt Nam.
Thủy điện Pá Hu có công suất lắp máy 26 MW với 2 tổ máy, sản lượng điện hàng năm 85 triệu KWh, khởi công tháng 3/2017, hoàn thành tháng 10/2020.
Thủy điện có đập chính tạo hồ chứa nước trên dòng Ngòi Mù ở độ cao 500 m. Từ đó nước dẫn theo hầm dài 9,6 km, gồm 8,2 km hầm chính và 1,4 km hầm phụ, tới nhà máy và xả nước ra ngòi Thia.

## Ngòi Mù
Ngòi Mù là phụ lưu cấp 1 của ngòi Thia trong lưu vực Sông Thao. Ngòi chảy ở huyện Trạm Tấu tỉnh Yên Bái. Ngòi dài 21 km, diện tích lưu vực 153 Km².
Ngòi Mù khởi nguồn từ các suối ở sườn bắc dải núi Giang Tơ ở xã Bản Mù. Dải núi này là giáp ranh giữa huyện Trạm Tấu tỉnh Yên Bái với huyện Bắc Yên tỉnh Sơn La. 21°22′17″B 104°27′12″Đ / 21,371443°B 104,453211°Đ
Suối chảy uốn lượn về hướng gần bắc, qua các xã Bản Mù, Pá Hu, tới xã Phúc Sơn thì đổ vào Ngòi Thia. 21°31′51″B 104°30′07″Đ / 21,530927°B 104,502058°Đ